# Crinita
Crinita is een geslacht van rechtvleugeligen uit de familie veldsprinkhanen (Acrididae). De wetenschappelijke naam van dit geslacht is voor het eerst geldig gepubliceerd in 1949 door Dirsh.

## Soorten
Het geslacht Crinita omvat de volgende soorten:
- Crinita hirtipes Uvarov, 1923
- Crinita nigripes Uvarov, 1929